# 波数ベクトル
物理学における波数ベクトルとは、波動を記述するのに用いられるベクトルである。
全てのベクトルのように大きさと方向を持ち、これら両方が重要である。
その大きさは波の波数または角波数であり、波長に反比例する。
その方向は通常、波動の伝播の方向であるが、いつもそうとは限らない（以下を参照）。
特殊相対論の文脈では、波数ベクトルは4元ベクトルとしても定義できる。

## 定義

サイン波の波長λは図に示されるように、隣り合った頂点または谷または隣り合ったゼロ交差のような同じ位相をもつ2つの点の間で測ることができる。

波数ベクトルには2つの一般的な定義があり、大きさが因子2πだけ異なる。
1つ目の定義は物理学などで用いられ、もう一つの定義は結晶学などで用いられる。
 
この記事ではそれらを「物理学の定義」と「結晶学の定義」とそれぞれ呼ぶ。

### 物理学の定義
理想的な1次元の進行波は次の方程式に従う。
{\displaystyle \psi (x,t)=A\cos(kx-\omega t+\varphi )}
ここで、
- xは位置。
- tは時間。
- {\displaystyle \psi } (xとtの関数)は波を記述する攪乱（たとえば海洋波における{\displaystyle \psi }は水の高さであり、音波における{\displaystyle \psi }は空気圧である）。
- Aは波の振幅。
- {\displaystyle \varphi }は「位相角」で、2つの波がお互いにどれだけ同期していないかを記述する。
- {\displaystyle \omega }は波の時間的な角周波数で、単位時間あたりどれだけ沢山の振動が完了するかを記述する。周期{\displaystyle T}と方程式{\displaystyle \omega =2\pi /T}によって関連している。
- {\displaystyle k}は波の空間的な角周波数（波数）であり、単位空間あたりどれだけ沢山の振動が完了するかを記述する。波長と式{\displaystyle k=2\pi /\lambda }によって関連している。

この波動は+xの方向に速度（より正確には位相速度）{\displaystyle \omega /k}で進行する。

### 結晶学の定義
結晶学において、同じ波動はわずかに異なる方程式を用いて記述される。
 
1次元と3次元ではそれぞれ、
{\displaystyle \psi (x,t)=A\cos(2\pi (kx-\nu t)+\varphi )}
{\displaystyle \psi \left({\mathbf {r} },t\right)=A\cos \left(2\pi ({\mathbf {k} }\cdot {\mathbf {r} }-\nu t)+\varphi \right)}
違いは、
- 角周波数{\displaystyle \omega }の代わりに周波数{\displaystyle \nu }が用いられる。これらは{\displaystyle 2\pi \nu =\omega }の関係にある。この記事においてこの置き換えは重要ではないが、結晶学の一般的慣習を反映している。
- 波数kと波数ベクトルkは異なる方法で定義される。上述の物理学の定義では{\displaystyle k=|{\mathbf {k} }|=2\pi /\lambda }であるが、一方ここでは{\displaystyle k=|{\mathbf {k} }|=1/\lambda }である。

kの方向は以下で議論する。

## 波数ベクトルの方向
波数ベクトルが指す方向は「波動の伝播の方向」とは区別しなければならない。
「波動の伝播の方向」は波動のエネルギー流れの方向であり、小さな波束が動く方向、つまり群速度の方向である。
光波では、これはポインティングベクトルの方向でもある。
一方で波数ベクトルは位相速度の方向を指す。
言い換えれば波数ベクトルは、定位相の面（波面とも呼ばれる）の法線方向を指す。
無損失等方性媒質(空気や全ての気体、ガラスのようないくつかの固体など)において、波数ベクトルの方向は波動の伝播の方向と全く同じである。
媒質の損失が大きい場合、一般的に波数ベクトルは波動の伝播の方向以外の方向を指す。
波数ベクトルが波動が伝播する方向と同じである条件は、波動が均一であることであり、媒質の損失が大きいときは必ずしもそうとは限らない。
均一な波動において定位相の面は、一定振幅の面でもある。
不均一な波動では、これら2つの種類の面は方向が異なる。
波数ベクトルは常に一定位相の面と垂直である。
例えば、非対称結晶中の光波や堆積岩中の音波のように、波動が異方性媒質中を進行するとき、波数ベクトルは波動伝播の方向を必ずしも指すわけではない。

## 固体物理学
固体物理学において、結晶中の電子や正孔の「波数ベクトル」（k-ベクトルとも呼ばれる）は、その量子力学的な波動関数の波数ベクトルである。
それらの電子波は、通常のサイン波ではなく、サイン波である一種の「包絡関数」を持ち、波数ベクトルは通常「物理学の定義」を用いてその包絡波を用いて定義される。
詳細はブロッホ波を参照。

## 引用
1. ↑  Physics definition example:Harris, Benenson, Stocker (2002). Handbook of Physics. p. 288. ISBN 978-0-387-95269-7.Crystallography definition example: Va?nshte?n (1994). Modern Crystallography. p. 259. ISBN 978-3-540-56558-1
2. ↑  Va?nshte?n, Boris Konstantinovich (1994). Modern Crystallography. p. 259. ISBN 978-3-540-56558-1
3. ↑  Fowles, Grant (1968). Introduction to modern optics. Holt, Rinehart, and Winston. p. 177
4. ↑  "This effect has been explained by Musgrave (1959) who has shown that the energy of an elastic wave in an anisotropic medium will not, in general, travel along the same path as the normal to the plane wavefront...", Sound waves in solids by Pollard, 1977. link
5. ↑  Donald H. Menzel (1960). “§10.5 Bloch waves”. Fundamental Formulas of Physics, Volume 2 (Reprint of Prentice-Hall 1955 2nd ed.). Courier-Dover. p. 624. ISBN 0486605965